# Gilbert N. Haugen

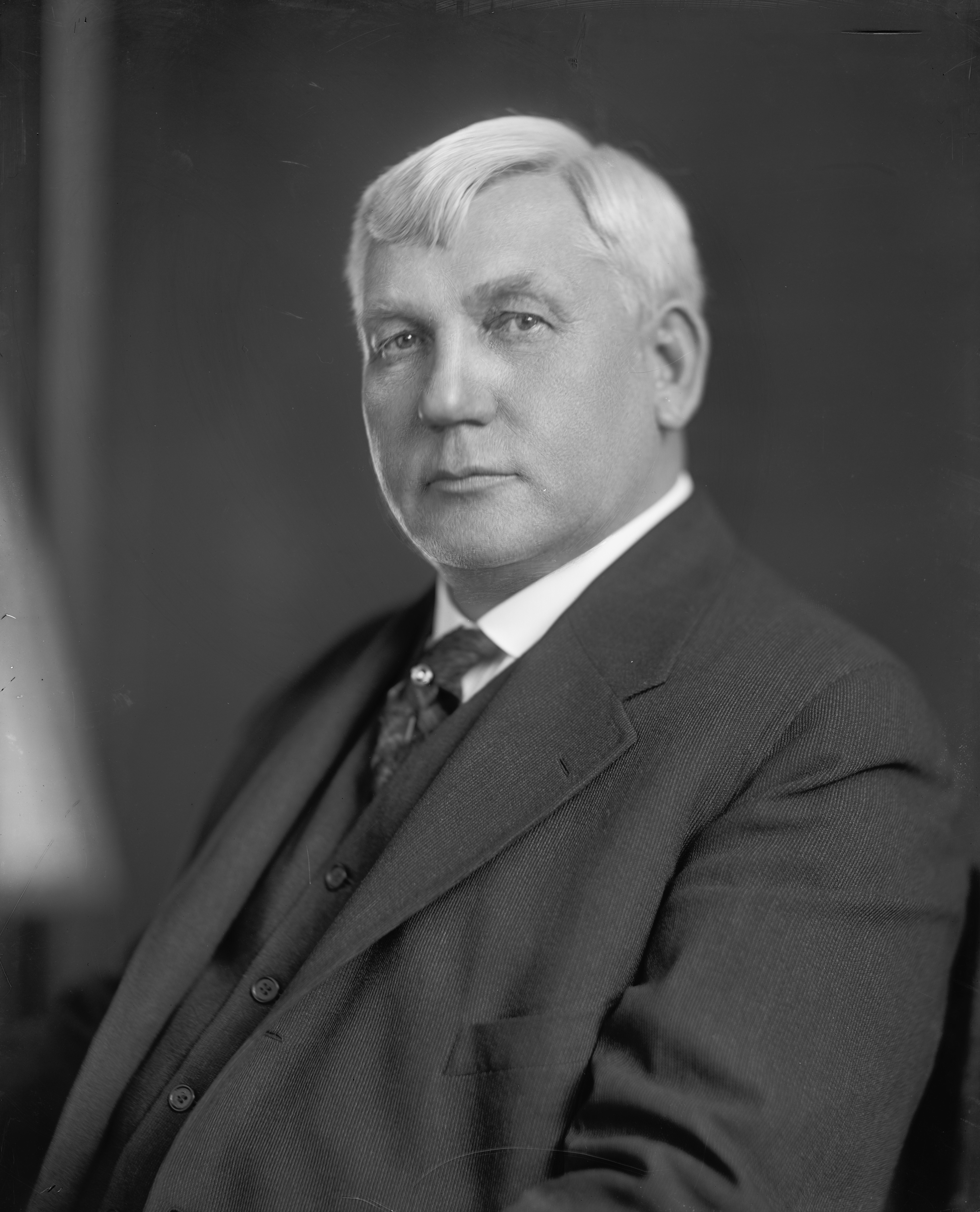
Gilbert N. Haugen

Gilbert Nelson Haugen (* 21. April 1859 in Orfordville, Rock County, Wisconsin; † 18. Juli 1933 in Northwood, Iowa) war ein US-amerikanischer Politiker. Zwischen 1899 und 1933 vertrat er den Bundesstaat Iowa im US-Repräsentantenhaus.

## Werdegang
Gilbert Haugen besuchte die öffentlichen Schulen seiner Heimat. Im Jahr 1873 zog er nach Decorah im Winneshiek County in Iowa. Dort arbeitete er zunächst in der Landwirtschaft. Gleichzeitig besuchte er das dortige Breckenridge College. Später absolvierte er auch das Commercial College in Janesville (Wisconsin). In den folgenden Jahren beteiligte sich Haugen an vielen Geschäften, vornehmlich im Immobilienbereich und auf dem Bankensektor. Im Jahr 1886 zog er nach Northwood, wo er ebenfalls im Bankgeschäft tätig wurde.
Haugen war Mitglied der Republikanischen Partei. Zwischen 1887 und 1893 amtierte er als Kämmerer im Worth County. Im Jahr 1890 gründete er die Northwood Banking Co. Deren Präsident er wurde. Von 1894 bis 1898 war Haugen Abgeordneter im Repräsentantenhaus von Iowa. 1898 wurde Haugen im vierten Wahlbezirk von Iowa in das US-Repräsentantenhaus in Washington, D.C. gewählt, wo er am 4. März 1899 die Nachfolge von Thomas Updegraff antrat. Nach 16 Wiederwahlen konnte er bis zum 3. März 1933 17 Legislaturperioden im Kongress absolvieren. Von 1907 bis 1909 leitete er den Ausschuss zur Kontrolle der Ausgaben des Innenministeriums; zwischen 1919 und 1931 war er Vorsitzender des Landwirtschaftsausschusses. Er war maßgeblich an dem 1927 verabschiedeten McNary-Haugen-Farmgesetz beteiligt. In seine Zeit im Kongress fielen der Erste Weltkrieg und die Verabschiedung von sechs Verfassungszusätzen, die zwischen 1913 und 1933 im Kongress beraten und beschlossen wurden. Dabei ging es um die Einführung der bundesweiten Einkommensteuer, die Direktwahl der US-Senatoren, das Alkoholverbot und später die Aufhebung des Verbots, das Frauenwahlrecht und die Revision der Legislaturperioden des Präsidenten und des Kongresses.
Bei den Kongresswahlen des Jahres 1932 wurde Haugen ein Opfer des damals bundesweiten Trends zu Gunsten der Demokratischen Partei: Er unterlag Fred Biermann. Gilbert Haugen starb wenige Monate nach seinem Ausscheiden aus dem Kongress am 18. Juli 1933 in Northwood.